# Mallock
Pour l’article ayant un titre homophone, voir Malloc.
Œuvres principales
Mallock, pseudonyme de Jean-Denis Bruet-Ferreol, né le 14 juin 1951 à Neuilly-sur-Seine, est un écrivain et photographe français. Depuis 1999, il expose ses œuvres et publie ses romans en France comme à l'étranger, notamment sa série de thrillers regroupée sous le nom de Chroniques barbares.

## Biographie

### Vie professionnelle
Jean-Denis Bruet-Ferreol fréquente le lycée Condorcet, puis Nanterre et l'Université Paris-Dauphine, (divers licences : anglais, psycho, linguistique, puis une maîtrise en marketing). Il crée ensuite sa première société C4 (Cabinet Conseil en Communication Commerciale), spécialisée en études qualitatives et sémiologiques. En 1980, il devient directeur général et marketing d'un groupe industriel Cazeneuve. Puis, en 1986, il crée une troisième société de création : « Avénement », il y conçoit et réalise des campagnes de pub, en tant que nègre pour des agences parisiennes. À partir de 1990, il devient directeur de création indépendant et travaille pour des annonceurs en direct ou, ponctuellement pour des agences. Il assume alors l’intégralité des fonctions de communication, de la stratégie marketing jusqu’à la réalisation infographique, en passant par la rédaction-conception, l'illustration, la photographie et la direction artistique. En 2000, année charnière, Mallock expose au Grand Palais, pour la quatrième fois, dans le cadre du Salon de la figuration critique des peintures en technique mixte. Il reçoit le grand Prix stratégie du design, deux prix en Pub et création promo, édite son premier CD de chansons et publie un roman policier, Les Visages de Dieu, aux éditions du Seuil. Il prend, alors comme pseudo, pour toutes ses activités artistiques : « Mallock », le même patronyme que le commissaire de sa série de littérature policière.

## Publications
- Les Visages de Dieu, Seuil (2000), premier opus de ce qui devrait être une série : Chroniques barbares, dans lesquelles le personnage principal, le commissaire Amédée Mallock, incapable de faire le deuil de son fils a décidé de passer le reste de sa vie à chasser les criminels.
- Les Visages de Dieu, Edition JBZ & Cie (2010), réécriture du livre et réédition sous la signature de Mallock, Hhez JBZ / ugo et Cie (2010).  (ISBN 978-2755606508); Réédition en version Pocket no 15551parue en septembre 2014  (ISBN 9782266236775)
- Le Massacre des innocents (2010)  (ISBN 9782755605945); réédition en version Pocket no 15449parue en 2014  (ISBN 9782266236683), deuxième Chronique Barbare.
- Le Cimetière des Hirondelles, Fleuve Noir (2013), dont le titre original devait être Le Puits aux hirondelles (ISBN 9782265097469), troisième Chronique Barbare.
- Les Larmes de Pancrace, Fleuve Noir (2014)  (ISBN 9782265098473), quatrième Chronique Barbare.
- Le Principe de parcimonie, Fleuve Noir (2016)  (ISBN 9782265114456), cinquième Chronique Barbare.

En 2013, Mallock passe à l'international, avec des contrats pour l'Italie, le Royaume-Uni et les États-Unis.
- Octobre 2013 : sortie du Cimetière des hirondelles en Italie (E/O edizion) sous le titre Il Cimitero delle Rondini
- Mars 2014 : sortie de The cemetery of swallows, à la fois au Royaume-Uni et aux États-Unis (chez World Noir)
- Mars 2015 : sortie Les Visages de Dieuen Italie (E/O edizion) et de The faces of God au Royaume-Uni et aux États-Unis (chez World Noir).

## Peintures
Quatre ateliers principaux donnent lieu à des expositions et des livres :
- Mélancolie sur Mer
- Paris, Parcs & Jardins
- Nus d’Elle
- Choses vues

## Photographie
En 2000, de la collaboration Mallock & Gueritot sont nées les livres et expositions suivants :
- La Femme et le Vin en 2002,
- Moon, exercice de style sur le derrière féminin, Éditions Blanche (2009)  (ISBN 9782755608441)
- Boob, Éditions Blanche (2010)  (ISBN 9782846282598)
- Le calendrier Lunaire 2011 (2010), Hugo et Compagnie
- Le calendrier Lunaire 2012 (2011),  Hugo et Compagnie,  (ISBN 9782755608441)
- Cheval(s)en 2012 et 2013 : L'exposition (à travers la France et au Maroc) réunit 30 œuvres d'art numériques sur la thématique du cheval. Course, mythologie, cirque, peinture, fantasia, l'hommage est complet.

## Festivals
- Festival sans nom, festival du Polar à Mulhouse, crée en 2013 par Dominique Meunier (blog littéraire Passion Bouquins), Luc Widmaier (librairie Bisey) et Hervé Weill (association Entreprises et Médias dont le but est de rassembler les communicants) Mallock y participe en 2013 et en 2014.
- Polar à Drap[1]
- Quais du polar. Créé en 2005, et organisé par l'association Quais du polar, le festival a bénéficié du soutien de nombreux partenaires privés ou institutionnels, comme la ville de Lyon, pour promouvoir l'univers noir/polar auprès de tous les publics, sous toutes ses formes (cinéma, romans, bandes dessinés...) et à travers des animations communes à tous les salons ou festivals (rencontres-dédicaces, conférences, expositions, projections cinématographiques, etc.). Mallock y participe en 2013 et 2014. Il se décrit ainsi : « Composition du Mallock : ¼ de Béarnais, ¼ de Breton, ¼ de Parigot, ¼ de graisse ; mi dos argenté, mi ours brun ; 30 % peintre, 30 % musicien et 100 % écrivain ; moitié jeune espoir, moitié vieux désespoir ; ne pas dépasser la dose prescrite. »[2]
- Le salon Saint-Maur en poche, né en 2008, s'appuie sur l'engouement du public pour des romans qui ne sont pas uniquement des rééditions et qui se vendent à plus bas prix que les grands formats même si dans le domaine du thriller et des grandes séries policières, il est difficile d'attendre. La sixième édition de la manifestation, parrainée par Jean d'Ormesson et Line Renaud, a invité Mallock.
- Salon du polar de Noisy-le-Roi 2013
- En 2010, lors du festival Polar en plein cœur[3] qui n'a connu qu'une seule édition, Mallock fait une apparition.

## Interviews et témoignages
- Mars 2014, Mallock va à la rencontre des lecteurs de Babelio[4]
- Le Mediateaseur[5] interview Mallock le 29 mars 2014
- Le 22 mars 2014, au salon du livre de Paris, Mallock est interrogé par Paperblog[6] grâce à la fondation Bouygues Télécom[7]
- Le 12 février 2014, Mallock répond aux questions de Hassina MIMOUNE sur Lecteurs.com[8]
- Le 13 mars 2013, passage à la radio sur France Info[9]
- En novembre 2011, Fabien Brizard le reçoit sur ITW[10]
- Le 16 août 2010 Mandor[11] profite de ses chroniques pour mieux le connaître.
- Une vidéo est publiée sur YouTube[12] et une autre sur Daily motion[13]

De nombreux blogs et des sites internet spécialisés en livres publient des articles sur Mallock et ses livres, comme Anouchka, Pages après pages, le salon littéraire, le blog des paresseuses, qui laisse la paroles à ses lectrices, passion Thriller, Yozone, voyage autour des livres, Appuyez sur la touche lecture, Un jour, un livre, qui lui attribue cinq étoiles, sur le choix des libraires plusieurs libraires lui attribuent des coups de cœur, les commentaires sur le site de vente en ligne Decitre sont unanimes, Femme actuelle reprenant la sélection Cultura
Sophie Loubière, journaliste à France Inter, lui consacre même une chronique, le cimetière des hirondelle est dans les nouveautés du Madame Figaro, d'autres médias en parlent : 20 minutes
Citation à l'étranger :
Goodreads, Crime scrap review, le friction, Shiny new books,